# دارين كيف
دارين كيف (بالإنجليزية: Darren Cave)‏ هو لاعب اتحاد الرغبي بريطاني، ولد في 5 أبريل 1987 في هوليوود ‏ في المملكة المتحدة.

## وصلات خارجية
- دارين كيف عل موقع إسبنسكروم (الإنجليزية)
- دارين كيف على موقع ItsRugby.co.uk (الإنجليزية)